# Géczy Barnabás (paleontológus)
Géczy Barnabás (Doboz, 1925. augusztus 21. – 2022. július 29.) Széchenyi-díjas magyar paleontológus, egyetemi tanár, a Magyar Tudományos Akadémia rendes tagja. A paleoökológia és a kréta időszaki korallok őstörténetének neves kutatója.

## Életpályája
1943-ban érettségizett, majd beiratkozott a Pázmány Péter Tudományegyetem földrajz–történelem szakára, ahol 1947-ben szerzett középiskolai tanári diplomát. Diplomájának megszerzése után az egyetem őslénytani tanszékén kapott munkatársi állást, amelyet az egyetem Eötvös Loránd Tudományegyetemmé történt átnevezése után is megtartott. 1954-től adjunktusként, 1964-től egyetemi docensként dolgozott. 1967-ben vette át egyetemi tanári kinevezését. 1973-ban megbízták a paleontológiai tanszék vezetésével. 1995-ben nyugdíjba vonult, majd egy évre rá emeritálták. 1982 és 1983 között a párizsi Curie Egyetem (Sorbonne VI.) vendégprofesszora volt.
1960-ban védte meg a földtudományok kandidátusi, 1966-ban akadémiai doktori értekezését. Az MTA Környezettudományi, az Általános Mikrobiológiai és a Paleontológiai Tudományok Bizottságának lett tagja. 1993-ban megválasztották a Magyar Tudományos Akadémia levelező, 1998-ban rendes tagjává.  A Nemzetközi Paleontológiai Unió magyarországi képviselője volt. 1966 és 1969, valamint 1981 és 1986 között a Magyarhoni Földtani Társulat alelnöke volt.

## Munkássága
Fő kutatási területei: a krétakori zátonylakó korall paleoautökológiája (egyedi környezettana), egyedfejlődése (ontogenezis), törzsfejlődése (filogenezis) és paleopatológiája (kórtana). Nevéhez fűződik a bakonycsernyei Tűzköves-árok jura kori ammoniteszeinek monografikus feldolgozása, amelynek következtében több új genus és species leírását tette lehetővé.
A Bakony-hegység carixi, doméri és toarci faunáinak monográfiáiban elkülönített standard mediterrán zónákat és szubzónákat. Kutatásai során a lemeztektonika módszereit alkalmazta, elsősorban a jura ősföldrajzi helyzet rekonstruálása során, amelynek ammonitesz-faunákat alkalmazott. Egyéb kutatásokat végzett a paleobiográfia és a paleoevolúció terén.

## Családja
Özvegy volt, házasságából egy leánygyermek született.

## Díjai, elismerései
- Hantken Miksa-emlékérem (1963, 1978)
- Akadémiai Díj (1994)
- Széchenyi-díj (1994) – A jura ammoniteszek kutatásában végzett, nemzetközileg is elismert eredményeiért, az őslénytan oktatás új alapokra helyezésében kifejtett iskolateremtő tevékenységéért.
- Szabó József-emlékérem (1997)

## Főbb publikációi

### Könyvek
- Ammonoides Jurassiques de Csernye, Montagne Bakony, Hongrie, Part I. (Hammatoceratidae). Geologica Hungarica Series Palaeontologica 34. (1966)[2]
- Ammonoides Jurassiques de Csernye, Montagne Bakony, Hongrie, Part II. (excl. Hammatoceratidae). Geologica Hungarica Series Palaeontologica 35. (1967)[3]

- Ősnövénytan (1972)
- Plate Tectonics and Paleogeography in the East Mediterranean Region (MTA X. Oszt. Közl. 6:219-225, 1973)
- Les ammonitines du carixien de la montagne du Bakony (Akadémiai Kiadó, 1976)
- Az eltűnt élet nyomában (Gondolat Könyvkiadó, 1979)
- Lamarck és Darwin (Magvető Könyvkiadó, 1982)
- Őslénytan (Tankönyvkiadó, 1984, ISBN 9631821005)
- Ősállattan I-II. (Nemzeti Tankönyvkiadó, 1993, ISBN 9631846075 és ISBN 9631843254)
- A magyarországi őslénytan története (1995)
- Kontinuitás, krízis, katasztrófa az ammoniteszek törzsfejlődésében; MTA, Budapest, 2000 (Székfoglalók a Magyar Tudományos Akadémián)[4]

### Folyóiratcikkek
- A bakonycsernyei Tűzkövesárok júra rétegsora. A Magyar Állami Földtani Intézet Évkönyve 49/2 (1961)
- Hammatoceraten und Eryciten (Ceph.) aus dem Oberlias von Úrkút. Annales Universitatis Scientiarum Budapestinensis de Rolando Eötvös nominatae, Sectio Geologica 8 (1964)
- Csernyei jura biozónák és kronozónák. Földtani Közlöny 97/2 (1967)
- Upper Liassic ammonites from Úrkút, Bakony Mountains, Transdanubia, Hungary. Annales Universitatis Scientiarum Budapestinensis de Rolando Eötvös nominatae, Sectio Geologica 10 (1967)
- The Lower Jurassic ammonite faunas of the southern Bakony (Transdanubia, Hungary). Annales Universitatis Scientiarum Budapestinensis de Rolando Eötvös nominatae, Sectio Geologica 17 (1973)
- Toarci Ammonites zónák a Gerecse hegységben. Földtani Közlöny 115/4 (1985)
- A toarci Ammonoideák paleobiogeográfiai értékelése a mediterrán és a stabil európai régióban. Általános Földtani Szemle 25 (1990)
- Géczy, B., Szente, I.: Middle Toarcian Ammonitina from the Gerecse Mts, Hungary. Acta Geologica Hungarica 49/3 (2006)
- Géczy, B., Kovács, Z., Szente, I.: Remarks on the Toarcian—Aalenian fossil assemblage of the Kis-Teke Hill, Gerecse Mts (Hungary). Hantkeniana 6 (2008)

## Róla elnevezett taxonok
- Erycites geczyi Pinna, 1968. Kora jura ammoniteszfaj. Érvénytelen taxon, a Cagliceras gr. elaphum (Merla, 1934) junior szinonimája.[5][6]
- Geczya Fantini Sestini, 1977. Kora jura ammonitesznem. Érvénytelen taxon, az Arieticeras Seguenza, 1885 junior szinonimája.
- Geczyceras Martínez, 1992. Kora jura ammonitesznem (Ammonitina, Hammatoceratidae) (Lásd Kovács 2009,[7] Martínez et al. 2015[8])
- Eucyclus (Eucyclus) barnabasi Szabó, 1995. Kora jura csigafaj (Gastropoda, Eucyclidae).
- Clavatula s.l. barnabasi Kovács, Leél-Őssy et Vicián, 2023. Kora miocén csigafaj (Gastropoda, Clavatulidae)[9]
- Apringia barnabasi Vörös, 2009. Kora jura brachiopodafaj (Rhynchonellida, Basiliolidae).
- Globuligerina geczyi Görög, 1994. Kora jura egysejtűfaj (Foraminifera, Globigerinidae).